# Солёное (озеро, Донецкая область)
Солёное или Слепное — озеро, расположенное на территории Славянского горсовета (Донецкая область, Украина). Площадь — 0,3 км². Тип общей минерализации — солёное. Происхождение — провальное (карстовое). Группа гидрологического режима — бессточное.
Озеро расположено в границах памятника природы «Озеро Солёное» (площадь 30 га) и регионального ландшафтного парка Славянский курорт.

## География
Входит в Славянскую группу солёных озёр. Длина — 0,86 км. Ширина средняя — 0,27 км, наибольшая — 0,39 км. Длина — 0,84 км, глубина — 3,5 м.
Озеро расположено в долине (левый берег) реки Казённый Торец: внутри городской застройки Славянска — микрорайон Славянский курорт, севернее перекрестка улиц Геологическая и Лизенка. Озёрная котловина неправильной формы, вытянутой с северо-востока на юго-запад. Юго-восточнее расположены озёра Вейсовое и Рапное, юго-западнее — озеро Горячка.
Берега пологие.
Питается подземными солёными потоками верхнепермской толщи, восходящими по трещинам водонепроницаемых пород. Имеет место убыль воды под влияниям испарения, а также стока воды через реку Бессарабовка (Колонтаевка), компенсируется за счет подземного питания, которое, по-видимому, является преобладающим. Путем водотока сообщается с соседним озером Гарячка, далее озером Майданное и рекой Бессарабовка.
Стационарные наблюдения над уровенным и ледовым режимом озера производились в период 1936—1941 года по водомерному посту у города Славянск. Наибольшая годовая амплитуда колебания уровня 96 см отмечалась в 1937 году, наименьшая — 35 см в 1938 году.
Весеннего и осеннего ледоходов на озере не наблюдалось. Замерзает озеро в третьей декаде декабря, очищается ото льда обычно в конце марта. Продолжительность периода, свободного от льда, изменяется от 255 до 282 дней. По данным за период январь—февраль 1941 года, наибольшая толщина льда достигала в феврале — 34 см. Температура поверхности воды изменяется мало. Самые большие различия в температуре наблюдаются в весенние и осенние месяцы. Наибольшая температура воды наблюдается обычно в июле. Наивысшая температура была зарегистрирована 01.07.1938 года — 27,7 °C.
Дно озеро покрыто слоем ила, который во влажном состоянии имеет чёрный цвет, обладает запахом сероводорода. Запасы илов в озере наибольшие среди Славянской группы солёных озёр. В материалах довоенных лет указывается, что чёрные илы озера Слепное использовались для снабжения Славянского курорта лечебной грязью.
Карстовые полости образовались после растворения грунтовыми водами залежей каменной соли и гипса, которые остались после высыхания моря. Карстовые полости со временем заполнились солёными подземными и пресными талыми водами. Вода в озере имеет лечебные свойства. Дно покрыто отложениями грязи, которая имеет лечебные свойства. Температура воды летом +22…+24 °C. Рапа озера по своему химическому составу хлоридно-натриевого типа, содержит также сульфаты.